# Виноград, Ариэль
Ариэль Виноград (исп. Ariel Winograd, род. 23 августа 1977, Буэнос-Айрес) — аргентинский режиссёр, сценарист и продюсер.

## Биография
Ариэль Виноград родился в Аргентине в Буэнос-Айресе в семье еврейского происхождения.
Он окончил Университет дель Сине с дипломом продюсера.
Виноград привлёк внимание критиков своими первыми короткометражными фильмами. Главной особенностью этих картин оказались актёры-лилипуты. Позже он снял несколько документальных фильмов. Кроме того Виноград снимал видеоклипы для аргентинских групп (Massacre, Los Tipitos и др.).
Первый полнометражный фильм Винограда вышел в 2006 году и назывался «Сырное лицо» (Cara de queso 'mi primer ghetto'). Эта картина основана на детских впечатлениях режиссёра и рассказывает историю молодых евреев, оказавшихся в Аргентине.
Второй полнометражный фильм вышел в 2011 году: «Моя первая свадьба» (Mi primera boda). В картине снимались Дэниель Хендлер и Наталия Орейро. Лента рассказывает о браке, в котором всё идёт наперекосяк.
В 2013 году вышла третья картина режиссёра. Работа «Виновен в краже» (Wine to Steal) получил высокие оценки критиков и получил специальный приз жюри на кинофестивале в Уэльве. Ленту посмотрели 180 тысяч зрителей. Фильм снимался в Буэнос-Айресе, Мендосе и Флоренции. В нём играли Даниэль Хендлер, Валерия Бертуччелли, Мартин Пироянский и Пабло Раго.
В 2015 году в прокат вышла комедия «Никаких детей» (Sin hijos). Картина оказалась в лидерах проката в испаноязычных странах. Главные роли сыграли Диего Перетти и Марибель Верду.

## Фильмография
- Сырное лицо (исп. Cara de queso, 2006)
- Моя первая свадьба (исп. Mi primera boda, 2011)
- Виновен в краже (исп. Vino para robar, 2013)
- Никаких детей (исп. Sin hijos, 2015)
- Изменой не считается (исп. Permitidos, 2016)
- Мама уехала (исп. Mamá se fue de viaje, 2017)
- Все падают (исп. Tod@s caen, 2019)
- Афера века (исп. El robo del siglo, 2020)